# Francesco Piranesi
Francesco Piranesi (* 1756 (oder 1758?) in Rom; † 23. Januar 1810 in Paris) war ein italienischer Kupferstecher und Architekt. 
Francesco Piranesi war Sohn des Kupferstechers, Archäologen und Architekten Giovanni Battista Piranesi. Wie sein Vater schuf er Radierungen von Denkmälern in der Stadt Rom, wobei er wie sein Vater ein besonderes Augenmerk auf die antiken Bau- und Kunstwerke legte, wozu beispielsweise die Diokletiansthermen gehörten. Er zeichnete 1785 auch den ersten käuflich erwerbbaren Plan von Pompeji, der bis 1793 in zwei weiteren, revidierten Fassungen aufgelegt wurde. Außerdem fertigte er Bilder von verschiedenen architektonischen Denkmälern Pompejis, wie dem Grabmal der Priesterin Mamia oder dem Isis-Tempel, an. 1798 ging er nach Frankreich. Seine Geschwister Laura Piranesi und Pietro Piranesi waren ebenfalls erfolgreiche Künstler.

## Veröffentlichungen
- Differentes vues de quelques restes de trois grande édifices qui substitent encore dans le milie V de l’ancienne ville de Pesto autrement posidonia que est situee dans la Lucanie. Rom 1778.
- Raccolta de’ Tempj Antichi, prima parte, che comprende i tempj di Vesta madre, ossia della terra, e della Sibilla, ambedue in Tivoli, e dell’Onore, e della Virtù fuori di Porta Capena. Rom 1780.
- Il Teatro d’Ercolano. Rom 1783.
- Monumenti degli Scipioni. Rom 1785.
- Choix des meilleurs statues antiques. 1786.
- Raccolta de’ Tempj Antichi, seconda parte, che contiene il celebre Panteon Rom 1790.
- mit Nicolas Xavier Willemin: Choix de costumes civils et militaires des peuples de l’antiquité, leurs instrumens de musique, leurs meubles, et les décorations intérieures de leurs maisons, d’apres les monumens antiques, avec un texte tiré des anciens auteurs. Teil 1 Paris 1798, Teil 2 Paris 1802.
- Antiquités de la Grande Grèce, aujourd’hui royaume de Naples. Paris 1807.